# Paradelphomyia (Oxyrhiza) ruficolor
Paradelphomyia (Oxyrhiza) ruficolor is een tweevleugelige uit de familie steltmuggen (Limoniidae). De soort komt voor in het Oriëntaals gebied.